# Жибернау, Сете
Мануэ́ль (Сете) Жиберна́у Бульто (кат. Manuel "Sete" Gibernau Bultó; род. 15 декабря 1972, Барселона) — испанский мотогонщик каталонского происхождения. Серебряный призёр чемпионата мира по шоссейно-кольцевым мотогонкам в классе MotoGP 2003 и 2004 года в составе Honda, участник чемпионатов мира в классах 250 см³ (1992—1996), 500 см³ (1997—2001), MotoGP (2002—2006, 2009), участник кубка мира MotoE (2019).